# Tirgo
Tirgo è un comune spagnolo di 236 abitanti situato nella comunità autonoma di La Rioja.